# Gambia Radio & Television Service
Gambia Radio & Television Service, nota anche con l'acronimo GRTS, è l'ente radiotelevisivo pubblico del Gambia. Trasmette dalla capitale Banjul e da Bakau in inglese, francese, mandinka, wolof, pulaar e soninke.

## Storia
Radio Gambia fu la prima radio nel Gambia, essendo stata aperta nel 1962, durante il periodo coloniale. 
La sua sede fu stabilita nella città di Bakau, dove si trova ancora da allora.
Il 4 ottobre 1973 Radio Gambia, dopo un periodo di trattative con la radiotelevisione senegalese ORTS, decise di produrre congiuntamente un programma sulla Storia della regione del Senegambia, negli idiomi locali dei due Paesi, che intitolarono Chossani Senegambia/Cossani Sénégambie ("La Storia del Senegambia"). Il team gambiano comprendeva nomi importanti della radiofonia come Alhaji Alieu Ebrima Cham Joof, storico ed ex direttore e responsabile per la diffusione nelle lingue locali di Radio Gambia, Alhaji Assan Njie, presentatore nella stessa redazione, Alhaji Mansour Njie, altro storico e presentatore di Radio Gambia, e Alhaji Ousman Secka.
Joof, nominato coordinatore del programma per il Gambia, viaggiò per varie zone di entrambi i Paesi accompagnato dalla sua compagine di giornalisti, incluso Cheickh Jallow, per intervistare gli anziani che sapevano qualcosa di Storia senegambiana.
Il team senegalese andò altrettanto in giro per i due Stati in cerca di materiale. Tra di loro c'erano Ebrima Mbenga, coordinatore del programma per ORTS, Dodou Diego Diop e Alioune Cissé. 
Le puntate furono tutte preregistrate e mandate in onda in simultanea dalle due stazioni ogni martedì.
In molte occasioni importanti storici senegalesi come El Hadji Demba Lamin Diouf, Modou Diouf, El Hadji Mansour Gueye e Gorgi Makura Mboob parteciparono dagli studi di Radio Gambia, e altrettanto rilevanti storici gambiani come Dodou Nying Koliyandeh, Jabell Samba, Alhaji Babou Samba, Alhaji Bamba Suso, Lamin Mbaye, Alhaji Momodou Lamin Bah e Alhaji Sait Camara presero parte al programma dalla sede di ORTS. 
Solitamente le conversazioni erano accompagnate da musica dal vivo di famosi griot come Jali Nyama Suso, Alhaji Bai Konte sulle note del kora, Alhaji Abdoulaye Samba, Abdulai Samba al suono dello xalam, e vari coristi.
Chossani Senegambia/Cossani Sénégambie, novità assoluta per gli spettatori di tutti e due i Paesi, fu un grande successo di pubblico.
Nel dicembre 1995 il governo gambiano commissionò la realizzazione di GRTS, un ente pubblico unico per radio e televisione, che avviò le trasmissioni di un canale televisivo sperimentale tramite la Gambia Telecommunications Company (Gamtel). 
Nel 1997 istituì un canale televisivo proprio, Gambia Channel, strutturandolo sulla tradizione di Radio Gambia, che aveva ormai già quarantacinque anni di emittenza alle spalle.
I programmi di GRTS sono principalmente costituiti da notizie, comunicazioni di utilità pubblica, programmi didattici, intrattenimento e trasmissioni a contenuto religioso (soprattutto relativo all'Islam e, in misura minore, al Cristianesimo, mentre non viene dedicato alcuno spazio alla religioni tradizionali africane).
Dal 2009 sia la radio che la TV di GRTS sono disponibili anche via satellite.

## Servizi

### Televisione
| Nome    | Sede           | Тipo        | Lancio | Lingua                                               |
| ------- | -------------- | ----------- | ------ | ---------------------------------------------------- |
| GRTS TV | Banjul e Bakau | generalista | 1962   | inglese, francese, mandinka, wolof, pulaar e soninke |

### Radio
| Nome       | Sede           | Тipo        | Lancio | Lingua                                               |
| ---------- | -------------- | ----------- | ------ | ---------------------------------------------------- |
| GRTS Radio | Banjul e Bakau | generalista | 1962   | inglese, francese, mandinka, wolof, pulaar e soninke |

## Ricezione

### Terrestre
La televisione di Gambia Radio & Television Service trasmette in standard DVB-T HD; la radio trasmette in AM e in FM.

### Satellite[8]
| Satellite          | Eutelsat 16A |
| Posizione orbitale | 16.0° E      |
| Canali             | GRTS TV      |
| Frequenza          | 12604 H      |
| SR                 | 30000        |
| FEC                | 3/4          |
| Modulazione        | 8PSK         |

### Streaming
Gambia Radio & Television Service in streaming